# Nicolau Moran Villar
Nicolau Moran Villar (Santos, 25 de setembro de 1913 - Santiago, 2 de fevereiro de 1968) foi um futebolista brasileiro, que atuava como meio-campista.

## Carreira
Natural de Santos, atuou pelo Santos Futebol Clube entre 1931 e 1940, vestindo a camisa alvinegra em 141 ocasiões, marcando 27 gols. Pelo clube, foi campeão paulista em 1935, o primeiro do clube.  
Em 1936, foi campeão carioca pelo Fluminense, atuando em 3 jogos da campanha.
Após encerrar a carreira dentro dos campos, se tornou dirigente do Santos, na gestão de Athié Jorge Coury, na época áurea do time com Pelé.

### Títulos
Santos
- Campeonato Paulista: 1935

Fluminense
- Campeonato Carioca: 1936[5][6][7]

## Morte
Faleceu em 2 de fevereiro de 1968, aos 54 anos, horas antes do Santos entrar em campo e vencer o Colo-Colo por 4 a 1 pelo octogonal do Chile, quando chefiava a delegação. Moran estava internado devido a uma hemorragia estomacal e não resistiu. Antes da última rodada os promotores do octogonal decidiram nomeá-lo “Torneio Nicolau Moran”.

## Homenagens
Depois de falecer, foi homenageado pelo Santos, que denominou de Nicolau Moran uma chácara de 60 mil metros quadrados na rodovia Anchieta em 1968, que durante muitos anos, até a década de 90, serviu como concentração para o time.